# Comitê Paralímpico Nacional da Zâmbia
O Comitê Paralímpico Nacional da Zâmbia (em inglês:  National Paralympic Committee of Zambia) é o Comitê Paralímpico Nacional que representa a Zâmbia. Esta organização é membro do Comitê Paralímpico Internacional e, é responsável pelo desenvolvimento e gestão dos esportes paralímpicos na Zâmbia.

## História
O Comitê Paralímpico Nacional da Zâmbia foi criada em 2005, substituindo a Federação Esportiva das Pessoas com Deficiência de Zâmbia. A instituição é financiado pelo governo zambiano, que visa assegurar a formação de treinadores para atletas com deficiência, a fim de facilitar a formação de clubes esportivos, organizar jogos voltados aos esportes paralímpicos, para identificar e treinar jovens atletas, e aumentar a confiança destes últimos. Seu primeiro (e até agora único) presidente é o ex-atleta paralímpico de maratona em cadeira de rodas Lango Sinkamba.